# Андреас ван Куик
Андреас ван Куик (на немски: Andreas von Kuik (Cuyk); на нидерландски: Andries (Andreas) van Cuijk (Cuyck); * ок. 1070; † 23 юни 1139) от фамилията Дом Куик, е 25. епископ на Утрехт (1128 – 1139).

## Произход и духовна кариера
Той е вторият син на Херман I фон Малсен († ок. 1080), граф на Куик, и съпругата му Ида Булонска, дъщеря на граф Йосташ II дьо Булон († 1085) и принцеса Ида Лотарингска († 1113). Брат е на Хайнрих I († пр. 9 август 1108), бургграф и господар на Утрехт (1128 – 1139), и на Гофрид († сл. 1135), който е духовник в Ксантен и през 1131 г. избран за архиепископ на Кьолн, но не е признат от император Лотар III.
Андреас фон Куик първо е провост в Емерих, архидякон и провост на „Св. Ламберт“ в Лиеж (1119). През 1128 г. е избран от катедралния капител за епископ на Утрехт. Той помага на импедратор Лотар III. Разбира се и с новия император Конрад III, който помага на него и братята му.
Заедно с Петронила Лотарингска-Холандска, вдовицата на граф Флоренс II от Холандия, той основава женски манастир в Рейнсбург в Южна Холандия.
Умира на 23 юни 1139 г. и е погребан в катедралата на Утрехт.